# Elizaveta Dementyeva
Pour les articles homonymes, voir Dementieva.
Elizaveta Dementyeva (en russe : Елизавета Григорьевна Дементьева, Ielizaveta Grigorievna Dementieva), née Kislova le 5 mars 1928 à Kostroma (RSFSR) et morte le 27 juillet 2022 à Saint-Pétersbourg (Russie), est une kayakiste soviétique puis russe. 
Elle a remporté la médaille d'or K1 sur 500 m lors des Jeux de Melbourne 1956. Elle est aussi championne du monde sur 1 500 m.

## Palmarès
- Championne olympique en K1 500 m aux Jeux olympiques d'été de 1956 à Melbourne ( Australie)
- Championne du monde en K1 500 m à Prague ( Tchécoslovaquie)
- Vice-championne du monde en K2 500 m à Prague ( Tchécoslovaquie)